# Graphops curtipennis
Graphops curtipennis är en skalbaggsart som först beskrevs av F. E. Melsheimer 1847.  Graphops curtipennis ingår i släktet Graphops och familjen bladbaggar.

## Underarter
Arten delas in i följande underarter:
- G. c. curtipennis
- G. c. schwarzi